# Istočnoiransko gorje
Istočnoiransko gorje (perz. ‏کوههای خاور‎; Kuha-je Havar) jedan je od glavnih planinskih lanaca na Iranskoj visoravni. Duljinom od približno 2800 km u smjeru sjever-jug proteže se Iranom odnosno od doline Džam-Ruda u Razavi Horasanu do jugoistočnog Beludžistana gdje se nadovezuje na gorja susjednog Pakistana. Odvojci istočnoiranskog gorja uključuju planine Kuh-e Džam, Džebal Barez, Tun, Kuh-e Palangan, te vulkan Taftan (3940 m). Važniji gradovi smješteni u planinama ovog gorja su Birdžand, Nehbandan, Zahedan, Haš i Iranšaher. Istočnoiransko gorje geološki se oblikovalo prilikom krede i sadrži sedimente fliša i molase, a rasprostranjene metalne sirovine uključuju volfram, zlato, bakar, olovo, cink, kromit i magnezij.

## Poveznice
- Iranska visoravan
- Zemljopis Irana